# Souheïr Atassi
Souheïr Atassi (en arabe : سهير الأتاسي, Suhair al-ʾ Atassi ou al-Atassi, née en 1971) est la principale militante laïque de l'opposition syrienne et est, depuis novembre 2012, la vice-présidente de la Coalition nationale des forces de l'opposition et de la révolution. Elle avait déjà dirigé l'aile médiatique du Forum Jemal el-Atassi, interdit depuis, forum portant le nom de son père. Jemal el-Atassi était un membre fondateur du parti Baas qu'il a ensuite quitté pour fonder l'Union socialiste arabe démocratique. ِElle faisait partie de la plateforme de Riyad qui participe aux pourparlers inter-syriens à Genève 2016, mais elle a démissionné en protestant contre la déviation de la ligne directrice de la coalition. Souheïr Atassi est réfugiée en France.

## Biographie
Souheïr Atassi naît à Damas en 1971, est un membre de la famille Atassi, une famille politique syrienne de premier plan originaire de Homs. Elle est la fille de Jamal el-Atassi, journaliste, écrivain et homme politique syrien.
Elle étudie la littérature française et l'enseignement à l'Université de Damas, et participe au Printemps de Damas, en aidant à former et à lancer le Forum de discussion Jemal el-Atassi, du nom de son père, ce qui lui vaut d'être arrêtée pour la première fois, en 2001.
Elle relance le forum sur Internet en 2009 afin d'aider à promouvoir la démocratie et les droits de l'homme en Syrie. Le 16 mars 2011, elle est arrêtée pour ses activités, lors d'un sit-in en faveur de la libération de prisonniers politiques , . Libérée sous caution en avril, elle est ensuite traquée puis menacée de mort par le régime. Elle entre dans la clandestinité puis s'exile et rejoint la France.